# Het Volk

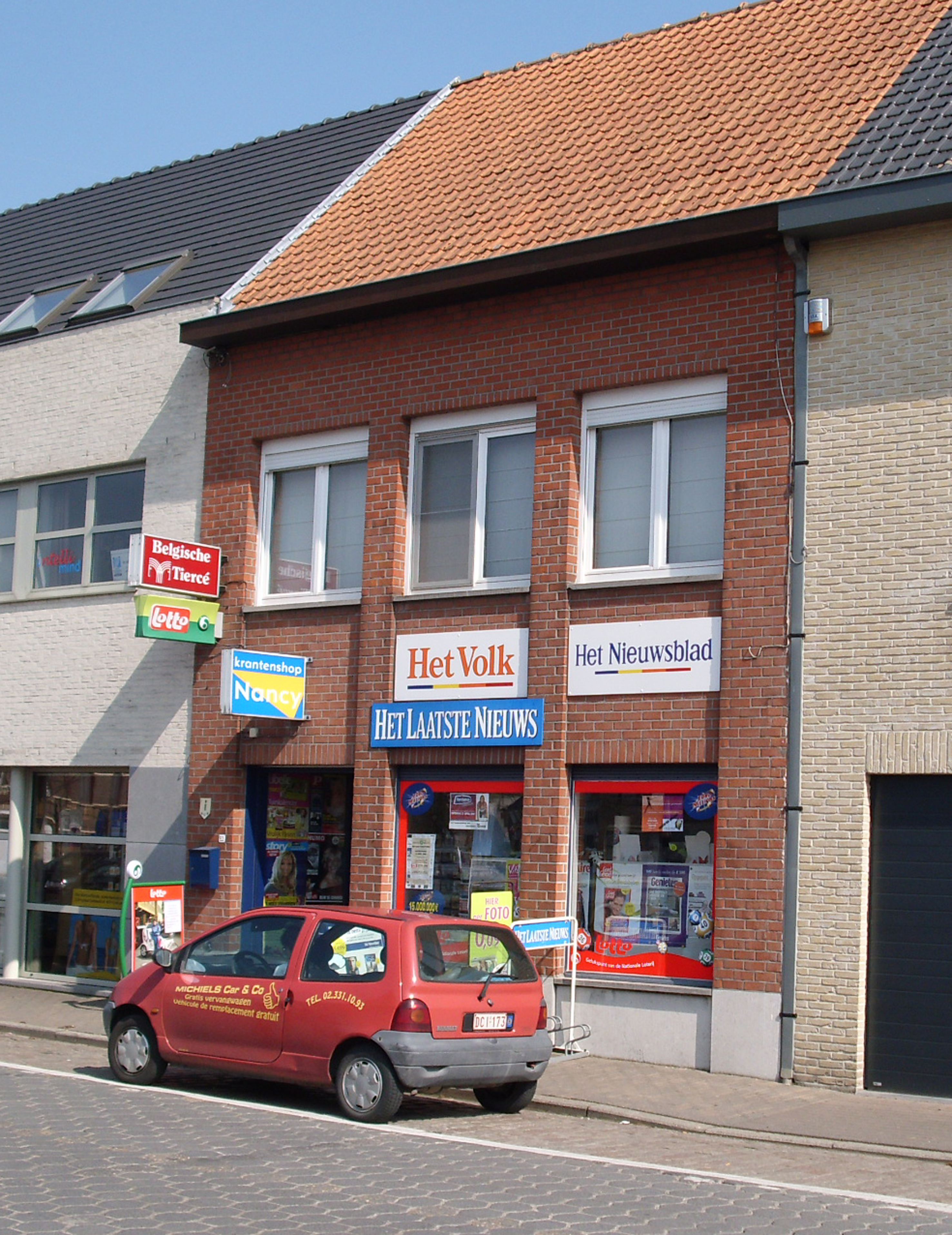
Skyltar som annonserar för Het Volk och Het Nieuvsblad ovanför fönstren till en butik i Gavere.

Het Volk ("Folket") var en belgisk katolsk dagstidning, på nederländska, vars första upplaga gavs ut den 21 juni 1891. Tidningen gick upp i Het Nieuwsblad den 10 maj 2008 och dagen innan gavs den sista upplagan ut.
Het Volk arrangerade sedan 1945 den klassiska cykeltävlingen Omloop Het Volk, vilken efter sammanslagningen, från och med säsongen 2009, bytte namn till Omloop Het Nieuwsblad.